# لا لويتي
لا لويتي (بالإنجليزية: La Luette)‏ هو أحد جبال سلسلة جبال الألب بينيني وجزء من القمة الأم لي بليورير يقع في كانتون فاليز، سويسرا. يبلغ ارتفاع الجبل حوالي 3548 متر، بينما يبلغ ارتفاع نتوء الجبل 179 متر.